# Ballyclare Comrades FC
Ballyclare Comrades FC is een Noord-Ierse voetbalclub uit Ballyclare.

## Geschiedenis
De club werd in 1919 opgericht. In 1990 werd de club verkozen tot de Noord-Ierse hoogste klasse. Na twee seizoenen in de middenmoot werden de Comrades laatste in 1993. De volgende twee seizoenen eindigde de club weer in de middenmoot. Dan werd de competitie hervormd en werd er een promotie en degradatie ingevoerd, het aantal clubs werd ook verminderd en Ballyclare degradeerde. Later zakte de club zelfs weg naar de derde klasse en werd daar in 2007 kampioen in de derde klasse.

## Eindklasseringen
| 14 |

| 11 |

| 16 |

| 12 |

| 14 |

| 5 |

| 4 |

| 5 |

| 4 |

| 10 |

| 9 |

| 9 |

| 7 |

| 3 |

| 7 |

| 11 |

| 1 |

| 4 |

| 14 |

| 12 |

| 14 |

| 6 |

| 2 |

| 7 |

| 9 |

| 8 |

| 3 |

| 5 |

| 9 |

| 7 |

| - |

| 10 |

| 6 |

| 7 |

| 11 |

| NIFL Premiership | NIFL Championship | NIFL Premier Intermediate League |

De drie NIFL-divisies hebben in de loop der jaren diverse namen gekend, zie Northern Ireland football league system.